# Sekundærrute 583
De Sekundærrute 583 is een secundaire weg in Denemarken. De weg loopt van Vodskov via Vester Hassing en Gandrup naar Hals. De Sekundærrute 583 loopt door Noord-Jutland en is ongeveer 22 kilometer lang.